# ウスチュグ公国
ウスチュグ公国（ロシア語: Устюжское княжество）は、ロストフ公国の一部を生成した分領公国である。首都はウスチュグ（現ヴェリーキー・ウスチュグ）に置かれた。

## 歴史
ウスチュグ公国は、1364年、ロストフ公コンスタンチン(ru)が、ロストフ公位のアンドレイ(ru)への譲渡を余儀なくされた際に形成された。しかしコンスタンチンはウスチュグ公位に就いた翌年にペストで死亡した。その後のウスチュグ公国や、ウスチュグ公位の継承者に関する詳細は不明であるが、おそらく1474年まで公国は存続し、同年にモスクワ大公国に接収されたと考えられている。